# Castelo de Eaton Socon

O castelo de Eaton Socon estava localizado ao lado do rio Ouse, na aldeia de Eaton Socon, que originalmente era uma aldeia em Bedfordshire, mas agora é um distrito de Saint Neots em Cambridgeshire.